# Девиз на Париж
Девизът на град Париж е Fluctuat nec mergitur или според римското изписване FLVCTVAT·NEC·MERGITVR.
Латинският израз означава „Люлее се, но не потъва“ или „Плава, но не потъва“ или „Плава, но не тъне“.
- fluctuat означава клатушка се, люшка се, полюшква се, люлее се, полюлява се, олюлява се, мята се(или колебае се)
- nec означава но не или не
- mergitur означава потъване, потапяне, потопяване, затъване, топване, залян от вълна

Това мото е представено под щита на герба на Париж, а на този щит е изобразен плаващ кораб в бурно море.
Девизът се появява на монети от края на 16 век. Официален статут придобива на 24 ноември 1853 г. с решение на барон Жорж-Йожен Осман (Georges-Eugène Haussmann), тогава префект на департамент Сена.